# سکویرچن لاتسکی
سکویرچن لاتسکی (به لهستانی:  Skwierczyn Lacki) یک روستا در لهستان است که در گمینا پاپروتنگا واقع شده‌است.